# جيويل والاس
جيويل والاس (بالإنجليزية: Jewell Wallace)‏ هو مدير فني أمريكي، ولد في 16 يونيو 1907 في كارولتون في الولايات المتحدة، وتوفي في 7 أبريل 1999.